# 胡華
胡華（1921年—1987年），原名胡家驊，男，浙江奉化人，中国歷史學家、黨史研究家，中國共產黨党员。肄業於浙江省立高等師範學校。畢生從事教育工作，以研究中共黨史見長。主要講授《中國近代革命史》、《中國革命基本問題》、《中國通史（兩晉至唐、五代）》等課程。曾任中共黨史研究會常務副會長、中國史學會常務理事、中共黨史人物研究會副會長。編有《中共黨史人物傳》等書。

## 生平
1921年12月出生於浙江奉化的一個職員家庭。1938年參加抗日救亡運動，同年10月赴延安，入陝北公學學習。1939年2月加入中國共產黨。
1946年10月，受聘於華北聯大，任史地系副主任。1950年至1955年間，與范文瀾、翦伯贊等人合著《中国歷史概要》。1986年獲全國優秀暢銷書獎之最佳主编獎。
1987年12月因病在上海逝世，年66歲。